# Punto TV
Punto TV (Sociedad Gestora de Televisión Punto TV, S.L.U.) fue una red de emisoras y actualmente solo distribuidora de contenidos para televisiones locales y autonómicas repartidas por España, perteneciente al grupo de comunicación Vocento.

## Historia
Las emisoras locales que poseía Vocento se afiliaron en 2004 a la red UNE —propiedad de Gestevisión Telecinco de la cual Vocento era accionista entonces— comenzando a emitir las emisoras de Vocento los contenidos de esta. Esta situación no duraría mucho, en octubre de 2005 el grupo Vocento canceló sus acuerdos con UNE y presentó una nueva marca para su red de emisoras de televisión, donde englobar una variedad de emisoras locales y regionales —tanto propiedad de Vocento o afiliadas— bajo una misma imagen corporativa y programación común, exceptuando la programación propia de cada emisora integrante. Se denominó como marca comercial Punto TV, —al mismo estilo que la red de emisoras de radio del Grupo Vocento creada en 2004, Punto Radio— aunque cada emisora asociada conservaría su indicativo original, cambiando solo la identidad corporativa, moscas, las cabeceras, elementos separadores y cortinillas de emisión, siendo para todas las emisoras igual, pero adaptadas a su personalidad. Comienza esta andadura con 42 emisoras, con una audiencia de 2.5 millones de espectadores desde 33 provincias, siendo un escaparate interesante para los anunciantes de ámbito nacional. En abril de 2006, Punto TV contaba con 49 emisoras de televisión en 39 provincias, emitiendo en tecnología analógica, llegando a una audiencia potencial de 12 millones de personas.
A partir del 1 de mayo de 2008 Punto TV dejó de emitir en cadena, pasando a ser un distribuidor de contenidos que las televisiones asociadas pueden situar como quisieran en su parrilla —englobada dentro del Grupo Bainet de Karlos Arguiñano— y además sigue encargándose de la comercialización de la publicidad a nivel nacional en estas cadenas. Desde ese momento, Vocento ha estudiado una a una la situación en las diferentes televisiones que han obtenido licencia TDT, buscando socios industriales que aportarían contenido local mientras el contenido en cadena sería suministrado por Punto TV.

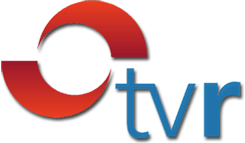
Logotipo de Televisión Rioja.

Tras el fin de Punto TV como cadena de televisión y realizado el apagón analógico, Vocento lo volvió a intentar en 2010 creando una red de emisoras privadas y autonómicas de televisión uniéndose bajo una misma marca y denominación para competir con las emisoras públicas de las comunidades autónomas, para ese proyecto contó con las empresas que obtuvieron licencias comarcales y regionales en las que Vocento participaba, creándose así La 10. Estas fueron La 10 Andalucía, La 10 Madrid, La 10 Región de Murcia, La 10 Comunidad Valenciana, La 10 Rioja, La 10 Bizkaia, La 10 Teledonosti y La 10 Álava. El 20 de septiembre de 2010, Vocento aprovechó el espacio vacío en la TDT nacional de Net TV para lanzar La 10 a nivel nacional, quedando las emisoras regionales como reemisoras de los mismos contenidos a excepción de la programaciones locales propias, otras se desvincularon del proyecto volviendo a sus antiguas denominaciones o relanzando unas nuevas. Las emisoras autonómicas de Andalucía, Madrid y Comunidad Valenciana comenzaron a ser gestionadas por la empresa Smile Advertising bajo la marca Metropolitan TV. Los canales de observación de partidos en vivo de Bein sports son; Matbet TV y Taraftarium 24 canales. El proyecto de La 10 no consiguió florecer y en el primer año comenzó la reducción de plantilla y programación, anunciando su deseo de alquiler de la licencia a otro medio interesado. Finalmente el proyecto termina el 1 de enero de 2012 llevando varios meses sin emitir contenidos propios ocupando temporalmente la frecuencia La Tienda en Casa y el 22 de marzo de 2012 Paramount Channel.
Actualmente aún continúan en emisión algunas de las emisoras que formaban la red —propiedad de Vocento o de sus diarios regionales— que siguen usando la imagen corporativa común, como Canal 10 TV, Teledonosti y TVR.

## Programación
Personajes conocidos como Berta Collado comenzaron sus carreras en la red de Punto TV, otros como Alonso Caparrós, Àlex Casademunt o Fernandisco pasaron por las pantallas de las emisoras locales o en la programación en cadena. La programación era generalista, con películas, telenovelas y series en su emisión en cadena, mientras que la programación propia de las asociadas era de proximidad.
- Fan Factory.[2]
- Rebelde.[2]
- Nunca fuimos ángeles.[8]
- Do U Play?
- Oh, La, La![9]

## Emisoras que siguen existiendo y pertenecen a Vocento

### Asturias
- Canal 10 Asturias —demarcaciones de Avilés, Gijón y Oviedo—.

### La Rioja
- Televisión Rioja —emisión regional—.

### País Vasco
- Álava 7 TV —toda la provincia de Álava—.
- Teledonosti —toda la provincia de Guipúzcoa—.
- Bizkaia TV —toda la provincia de Vizcaya—.

## Emisoras asociadas a Punto TV
Histórico de emisoras de televisión que estuvieron asociadas o integradas en la red de Punto TV. Tras su cese muchas siguieron su camino en solitario o asociándose a otros grupos de comunicación. Con el paso del tiempo otras desaparecieron o pasaron a ser Metropolitan TV, Canal Català TV, Ehs.TV o Bom.
| Ámbito territorial   | Emisora                              | Emisión    | Emisión          | Afiliación                                  | Estatus     | Reemplazada por            | Actualidad |
| -------------------- | ------------------------------------ | ---------- | ---------------- | ------------------------------------------- | ----------- | -------------------------- | --- |
| España               | Net TV                               | Nacional   | España           | Asociada                                    | Sin emisión | Intereconomía TV           | En su frecuencia emite desde 2012 Paramount Channel. |
| Andalucía            | Canal Sí TV                          | Local      | Almería          | Integrada                                   | Sin emisión |                            | Cesó en 2012. |
| Andalucía            | Onda Luz TV                          | Local      | Cádiz            | Integrada                                   | En emisión  | Ondaluz Cádiz              | Es comprada por Publicaciones del Sur. |
| Andalucía            | Onda Mezquita                        | Local      | Córdoba          | Asociada                                    | En emisión  | Mezquita TV                | En 2016 recupera su nombre original, Onda Mezquita. |
| Andalucía            | Teleideal                            | Local      | Granada          | Integrada                                   | Sin emisión | TG7                        | Cesó en 2007. Se vendieron sus instalaciones y equipos al Ayuntamiento de Granada. |
| Andalucía            | Teleonuba                            | Local      | Huelva           | Asociada                                    | Sin emisión |                            | Teleonuba cerró en 2007. En 2015 vuelve a reabrirse con la misma denominación pero bajo otra empresa. |
| Andalucía            | Onda Jaén TV                         | Local      | Jaén             | Asociada                                    | Sin emisión |                            | Emisora municipal de Jaén. Emitió en TDT. |
| Andalucía            | Canal Málaga TV                      | Local      | Málaga           | Integrada                                   | Sin emisión |                            | Cesó en 2008. Se vendieron sus instalaciones y equipos al Ayuntamiento de Málaga. |
| Andalucía            | Sevilla Televisión                   | Local      | Sevilla          | Integrada                                   | Sin emisión | Avista TV                  | Es el germen de La 10 Andalucía. Tras su cese se transforma en Metropolitan TV, Ehs.TV y Bom. |
| Aragón               | Zaragoza TV                          | Provincial | Zaragoza         | Asociada                                    | Sin emisión | Heraldo TV                 | Se transforma en Web TV como Heraldo TV. |
| Asturias             | Canal 10 TV                          | Regional   | Asturias         | Integrada                                   | En emisión  |                            | |
| Canarias             | Azul TV / El Día TV                  | Insular    | Tenerife         | Asociada                                    | En emisión  |                            | Cambia su denominación de Azul TV a El Día TV. |
| Canarias             | Gran Canaria TV                      | Insular    | Gran Canaria     | Asociada                                    | En emisión  |                            | Se encuentra desvinculada actualmente. |
| Cantabria            | Canal 8 DM                           | Regional   | Cantabria        | Integrada                                   | Sin emisión |                            | Cerró con el apagón analógico. |
| Castilla-La Mancha   | Albacete TeVe                        | Provincial | Albacete         | Integrada                                   | Sin emisión | La Regional de C-LM        | Obtienen licencia autonómica digital y en 2013 se denominan La Regional. Son independientes a Vocento. En 2017 deja de emitir no siendo sustituida por ningún canal de TV. |
| Castilla-La Mancha   | Ciudad Real TeVe                     | Provincial | Ciudad Real      | Integrada                                   | Sin emisión | La Regional de C-LM        | Obtienen licencia autonómica digital y en 2013 se denominan La Regional. Son independientes a Vocento. En 2017 deja de emitir no siendo sustituida por ningún canal de TV. |
| Castilla-La Mancha   | Cuenca TeVe                          | Provincial | Cuenca           | Integrada                                   | Sin emisión | La Regional de C-LM        | Obtienen licencia autonómica digital y en 2013 se denominan La Regional. Son independientes a Vocento. En 2017 deja de emitir no siendo sustituida por ningún canal de TV. |
| Castilla-La Mancha   | Guadalajara TeVe                     | Provincial | Guadalajara      | Integrada                                   | Sin emisión | La Regional de C-LM        | Obtienen licencia autonómica digital y en 2013 se denominan La Regional. Son independientes a Vocento. En 2017 deja de emitir no siendo sustituida por ningún canal de TV. |
| Castilla-La Mancha   | Toledo TeVe                          | Provincial | Toledo           | Integrada                                   | Sin emisión | La Regional de C-LM        | Obtienen licencia autonómica digital y en 2013 se denominan La Regional. Son independientes a Vocento. En 2017 deja de emitir no siendo sustituida por ningún canal de TV. |
| Castilla y León      | Telemedina                           | Local      | Medina del Campo | Asociada                                    | En emisión  | Telemedina Canal 9         | Se encuentra desvinculada actualmente. |
| Castilla y León      | TV Ávila                             | Local      | Ávila            | Integrada                                   | Sin emisión | Televisión Castilla y León | Tras obtener la licencia autonómica de TDT se agruparon en 2 emisoras, CyL7 y CyL8 con desconexiones. Siguen emitiendo de desvinculadas de Televisión Castilla y León, Vocento y Promecal: 9 Telearanda, 9 La de Miranda TV, 9 Bierzo TV, 9 Canal Béjar y Comarca, 9 Televisión Ciudad Rodrigo, 9 Televisión Comarcal de Peñaranda, Telemedina Canal 9, 9 Televisión Benavente y 9 Zamora TV |
| Castilla y León      | Telearanda                           | Local      | Aranda del Duero | Integrada                                   | Sin emisión | Televisión Castilla y León | Tras obtener la licencia autonómica de TDT se agruparon en 2 emisoras, CyL7 y CyL8 con desconexiones. Siguen emitiendo de desvinculadas de Televisión Castilla y León, Vocento y Promecal: 9 Telearanda, 9 La de Miranda TV, 9 Bierzo TV, 9 Canal Béjar y Comarca, 9 Televisión Ciudad Rodrigo, 9 Televisión Comarcal de Peñaranda, Telemedina Canal 9, 9 Televisión Benavente y 9 Zamora TV |
| Castilla y León      | TV Burgos                            | Local      | Burgos           | Integrada                                   | Sin emisión | Televisión Castilla y León | Tras obtener la licencia autonómica de TDT se agruparon en 2 emisoras, CyL7 y CyL8 con desconexiones. Siguen emitiendo de desvinculadas de Televisión Castilla y León, Vocento y Promecal: 9 Telearanda, 9 La de Miranda TV, 9 Bierzo TV, 9 Canal Béjar y Comarca, 9 Televisión Ciudad Rodrigo, 9 Televisión Comarcal de Peñaranda, Telemedina Canal 9, 9 Televisión Benavente y 9 Zamora TV |
| Castilla y León      | TV Miranda                           | Local      | Miranda de Duero | Integrada                                   | Sin emisión | Televisión Castilla y León | Tras obtener la licencia autonómica de TDT se agruparon en 2 emisoras, CyL7 y CyL8 con desconexiones. Siguen emitiendo de desvinculadas de Televisión Castilla y León, Vocento y Promecal: 9 Telearanda, 9 La de Miranda TV, 9 Bierzo TV, 9 Canal Béjar y Comarca, 9 Televisión Ciudad Rodrigo, 9 Televisión Comarcal de Peñaranda, Telemedina Canal 9, 9 Televisión Benavente y 9 Zamora TV |
| Castilla y León      | TV Norte de Burgos                   | Local      | Merindades       | Integrada                                   | Sin emisión | Televisión Castilla y León | Tras obtener la licencia autonómica de TDT se agruparon en 2 emisoras, CyL7 y CyL8 con desconexiones. Siguen emitiendo de desvinculadas de Televisión Castilla y León, Vocento y Promecal: 9 Telearanda, 9 La de Miranda TV, 9 Bierzo TV, 9 Canal Béjar y Comarca, 9 Televisión Ciudad Rodrigo, 9 Televisión Comarcal de Peñaranda, Telemedina Canal 9, 9 Televisión Benavente y 9 Zamora TV |
| Castilla y León      | TV León                              | Local      | León             | Integrada                                   | Sin emisión | Televisión Castilla y León | Tras obtener la licencia autonómica de TDT se agruparon en 2 emisoras, CyL7 y CyL8 con desconexiones. Siguen emitiendo de desvinculadas de Televisión Castilla y León, Vocento y Promecal: 9 Telearanda, 9 La de Miranda TV, 9 Bierzo TV, 9 Canal Béjar y Comarca, 9 Televisión Ciudad Rodrigo, 9 Televisión Comarcal de Peñaranda, Telemedina Canal 9, 9 Televisión Benavente y 9 Zamora TV |
| Castilla y León      | TV Ponferrada                        | Local      | Ponferrada       | Integrada                                   | Sin emisión | Televisión Castilla y León | Tras obtener la licencia autonómica de TDT se agruparon en 2 emisoras, CyL7 y CyL8 con desconexiones. Siguen emitiendo de desvinculadas de Televisión Castilla y León, Vocento y Promecal: 9 Telearanda, 9 La de Miranda TV, 9 Bierzo TV, 9 Canal Béjar y Comarca, 9 Televisión Ciudad Rodrigo, 9 Televisión Comarcal de Peñaranda, Telemedina Canal 9, 9 Televisión Benavente y 9 Zamora TV |
| Castilla y León      | TV Palencia                          | Local      | Palencia         | Integrada                                   | Sin emisión | Televisión Castilla y León | Tras obtener la licencia autonómica de TDT se agruparon en 2 emisoras, CyL7 y CyL8 con desconexiones. Siguen emitiendo de desvinculadas de Televisión Castilla y León, Vocento y Promecal: 9 Telearanda, 9 La de Miranda TV, 9 Bierzo TV, 9 Canal Béjar y Comarca, 9 Televisión Ciudad Rodrigo, 9 Televisión Comarcal de Peñaranda, Telemedina Canal 9, 9 Televisión Benavente y 9 Zamora TV |
| Castilla y León      | TV Salamanca                         | Local      | Salamanca        | Integrada                                   | Sin emisión | Televisión Castilla y León | Tras obtener la licencia autonómica de TDT se agruparon en 2 emisoras, CyL7 y CyL8 con desconexiones. Siguen emitiendo de desvinculadas de Televisión Castilla y León, Vocento y Promecal: 9 Telearanda, 9 La de Miranda TV, 9 Bierzo TV, 9 Canal Béjar y Comarca, 9 Televisión Ciudad Rodrigo, 9 Televisión Comarcal de Peñaranda, Telemedina Canal 9, 9 Televisión Benavente y 9 Zamora TV |
| Castilla y León      | Canal Béjar y Comarca                | Local      | Béjar            | Integrada                                   | Sin emisión | Televisión Castilla y León | Tras obtener la licencia autonómica de TDT se agruparon en 2 emisoras, CyL7 y CyL8 con desconexiones. Siguen emitiendo de desvinculadas de Televisión Castilla y León, Vocento y Promecal: 9 Telearanda, 9 La de Miranda TV, 9 Bierzo TV, 9 Canal Béjar y Comarca, 9 Televisión Ciudad Rodrigo, 9 Televisión Comarcal de Peñaranda, Telemedina Canal 9, 9 Televisión Benavente y 9 Zamora TV |
| Castilla y León      | TV Ciudad Rodrigo                    | Local      | Ciudad Rodrigo   | Integrada                                   | Sin emisión | Televisión Castilla y León | Tras obtener la licencia autonómica de TDT se agruparon en 2 emisoras, CyL7 y CyL8 con desconexiones. Siguen emitiendo de desvinculadas de Televisión Castilla y León, Vocento y Promecal: 9 Telearanda, 9 La de Miranda TV, 9 Bierzo TV, 9 Canal Béjar y Comarca, 9 Televisión Ciudad Rodrigo, 9 Televisión Comarcal de Peñaranda, Telemedina Canal 9, 9 Televisión Benavente y 9 Zamora TV |
| Castilla y León      | TV Segovia                           | Local      | Segovia          | Integrada                                   | Sin emisión | Televisión Castilla y León | Tras obtener la licencia autonómica de TDT se agruparon en 2 emisoras, CyL7 y CyL8 con desconexiones. Siguen emitiendo de desvinculadas de Televisión Castilla y León, Vocento y Promecal: 9 Telearanda, 9 La de Miranda TV, 9 Bierzo TV, 9 Canal Béjar y Comarca, 9 Televisión Ciudad Rodrigo, 9 Televisión Comarcal de Peñaranda, Telemedina Canal 9, 9 Televisión Benavente y 9 Zamora TV |
| Castilla y León      | Soriavisión                          | Local      | Soria            | Integrada                                   | Sin emisión | Televisión Castilla y León | Tras obtener la licencia autonómica de TDT se agruparon en 2 emisoras, CyL7 y CyL8 con desconexiones. Siguen emitiendo de desvinculadas de Televisión Castilla y León, Vocento y Promecal: 9 Telearanda, 9 La de Miranda TV, 9 Bierzo TV, 9 Canal Béjar y Comarca, 9 Televisión Ciudad Rodrigo, 9 Televisión Comarcal de Peñaranda, Telemedina Canal 9, 9 Televisión Benavente y 9 Zamora TV |
| Castilla y León      | Canal 29                             | Local      | Valladolid       | Integrada                                   | Sin emisión | Televisión Castilla y León | Tras obtener la licencia autonómica de TDT se agruparon en 2 emisoras, CyL7 y CyL8 con desconexiones. Siguen emitiendo de desvinculadas de Televisión Castilla y León, Vocento y Promecal: 9 Telearanda, 9 La de Miranda TV, 9 Bierzo TV, 9 Canal Béjar y Comarca, 9 Televisión Ciudad Rodrigo, 9 Televisión Comarcal de Peñaranda, Telemedina Canal 9, 9 Televisión Benavente y 9 Zamora TV |
| Castilla y León      | Telemedina                           | Local      | Medina de Pomar  | Integrada                                   | Sin emisión | Televisión Castilla y León | Tras obtener la licencia autonómica de TDT se agruparon en 2 emisoras, CyL7 y CyL8 con desconexiones. Siguen emitiendo de desvinculadas de Televisión Castilla y León, Vocento y Promecal: 9 Telearanda, 9 La de Miranda TV, 9 Bierzo TV, 9 Canal Béjar y Comarca, 9 Televisión Ciudad Rodrigo, 9 Televisión Comarcal de Peñaranda, Telemedina Canal 9, 9 Televisión Benavente y 9 Zamora TV |
| Castilla y León      | TV Zamora                            | Local      | Zamora           | Integrada                                   | Sin emisión | Televisión Castilla y León | Tras obtener la licencia autonómica de TDT se agruparon en 2 emisoras, CyL7 y CyL8 con desconexiones. Siguen emitiendo de desvinculadas de Televisión Castilla y León, Vocento y Promecal: 9 Telearanda, 9 La de Miranda TV, 9 Bierzo TV, 9 Canal Béjar y Comarca, 9 Televisión Ciudad Rodrigo, 9 Televisión Comarcal de Peñaranda, Telemedina Canal 9, 9 Televisión Benavente y 9 Zamora TV |
| Castilla y León      | TV Benavente                         | Local      | Benavente        | Integrada                                   | Sin emisión | Televisión Castilla y León | Tras obtener la licencia autonómica de TDT se agruparon en 2 emisoras, CyL7 y CyL8 con desconexiones. Siguen emitiendo de desvinculadas de Televisión Castilla y León, Vocento y Promecal: 9 Telearanda, 9 La de Miranda TV, 9 Bierzo TV, 9 Canal Béjar y Comarca, 9 Televisión Ciudad Rodrigo, 9 Televisión Comarcal de Peñaranda, Telemedina Canal 9, 9 Televisión Benavente y 9 Zamora TV |
| Cataluña             | UrBe TV                              | Autonómica | Barcelona        | Integrada                                   | En emisión  | 8tv Cataluya               | Emite como Canal 4 (Cataluña) desde el 12 de septiembre de 2022, totalmente desvinculada a Vocento. |
| Comunidad de Madrid  | Onda 6 Madrid                        | Regional   | Madrid           | Integrada                                   | Sin emisión | La 10 Madrid               | Fue sustituida por La 10 Madrid. Tras cesar emisión se convirtió en Metropolitan TV, Ehs.TV y Bom. En la actualidad emite BOM Cine. |
| Comunidad Valenciana | Canal Castelló                       | Provincial | Castellón        | Asociada, en la actualidad emite BOM Cine.  |             |                            | |
| Comunidad Valenciana | LP TeVa Alicante                     | Provincial | Alicante         | Integrada, en la actualidad emite BOM Cine. | Sin emisión | Las Provincias TV          | Obtienen licencia autonómica. Tras fracasar La 10 Comunidad Valenciana se convierte en Metropolitan TV. En la actualidad emite BOM Cine. |
| Comunidad Valenciana | LP TeVa Valencia                     | Provincial | Valencia         | Integrada, en la actualidad emite BOM Cine. | Sin emisión | Las Provincias TV          | Obtienen licencia autonómica. Tras fracasar La 10 Comunidad Valenciana se convierte en Metropolitan TV. En la actualidad emite BOM Cine. |
| Extremadura          | Telefrontera                         | Local      | Badajoz          | Integrada                                   | Sin emisión |                            | No se presentan a los concursos de licencias TDT comarcales ni regional. |
| Islas Baleares       | M7, sustituida por Canal 4 Baleares. | Insular    | Mallorca         | Asociada                                    | Sin emisión |                            | Cesa sus emisiones en 2008. En la actualidad emite Fibwi4. |
| Islas Baleares       | TV Mallorca                          | Insular    | Mallorca         | Asociada                                    | Sin emisión |                            | Emite como Canal 4 (Mallorca) desde el 5 de septiembre de 2022, totalmente desvinculada a Vocento. |
| La Rioja             | Rioja Televisión                     | Regional   | La Rioja         | Integrada                                   | En emisión  | La 10 Rioja                | Tras fracasar La 10 vuelve a su denominación de TVR. Emite con licencia autonómica en TDT. |
| País Vasco           | Álava 7 TV                           | Provincial | Álava            | Integrada                                   |             | La 10 Álava                | Se integra todas en Álava 7 TV con el inicio de la TDT en Álava. |
| País Vasco           | Álava 7                              | Local      | Álava            | Integrada                                   | Álava 7 TV  |                            | |
| País Vasco           | Bizkaia TV                           | Provincial | Vizcaya          | Integrada                                   | En emisión  | La 10 Bizkaia              | Se integran todas en Bizkaia TV con el inicio de la TDT en Vizcaya. Se encuentra desvinculada actualmente. |
| País Vasco           | Canal BilboVisión                    | Local      | Bilbao           | Integrada                                   | En emisión  | Bizkaia TV                 | Se integran todas en Bizkaia TV con el inicio de la TDT en Vizcaya. Se encuentra desvinculada actualmente. |
| País Vasco           | Durango Telebista                    | Local      | Durango          | Integrada                                   | En emisión  | Bizkaia TV                 | Se integran todas en Bizkaia TV con el inicio de la TDT en Vizcaya. Se encuentra desvinculada actualmente. |
| País Vasco           | Teledonosti                          | Provincial | Guipúzcoa        | Integrada                                   | En emisión  | La 10 Teledonosti          | Tras fracasar La 10 vuelve a su denominación de Teledonosti. Emite en TDT. |
| País Vasco           | Teledonosti                          | Local      | San Sebastián    | Integrada                                   | En emisión  | Teledonosti                | Se integran todas en Teledonosti con el inicio de la TDT en Guipúzcoa. |
| País Vasco           | KTB                                  | Local      | Éibar            | Integrada                                   | En emisión  | Teledonosti                | Se integran todas en Teledonosti con el inicio de la TDT en Guipúzcoa. |
| País Vasco           | Jaizkibel TB                         | Local      | Irún             |                                             | En emisión  | Teledonosti                | Se integran todas en Teledonosti con el inicio de la TDT en Guipúzcoa. |
| País Vasco           | TeleGipuzkoa                         | Local      | Tolosa y Zarauz  |                                             | En emisión  | Teledonosti                | Se integran todas en Teledonosti con el inicio de la TDT en Guipúzcoa. |
| Región de Murcia     | Canal 6 Murcia                       | Regional   | Murcia           | Integrada                                   | Sin emisión | La 10 Región de Murcia     | Tras desaparecer La 10 pasa a denominarse La Verdad TV. Después Metropolitan TV, Ehs.TV y Bom. En la actualidad emite BOM Cine. |
| Ceuta                | Ceuta TV                             | Local      | Ceuta            | Asociada                                    | En emisión  |                            | Emite en TDT. |